# Sophie Zahrtmann

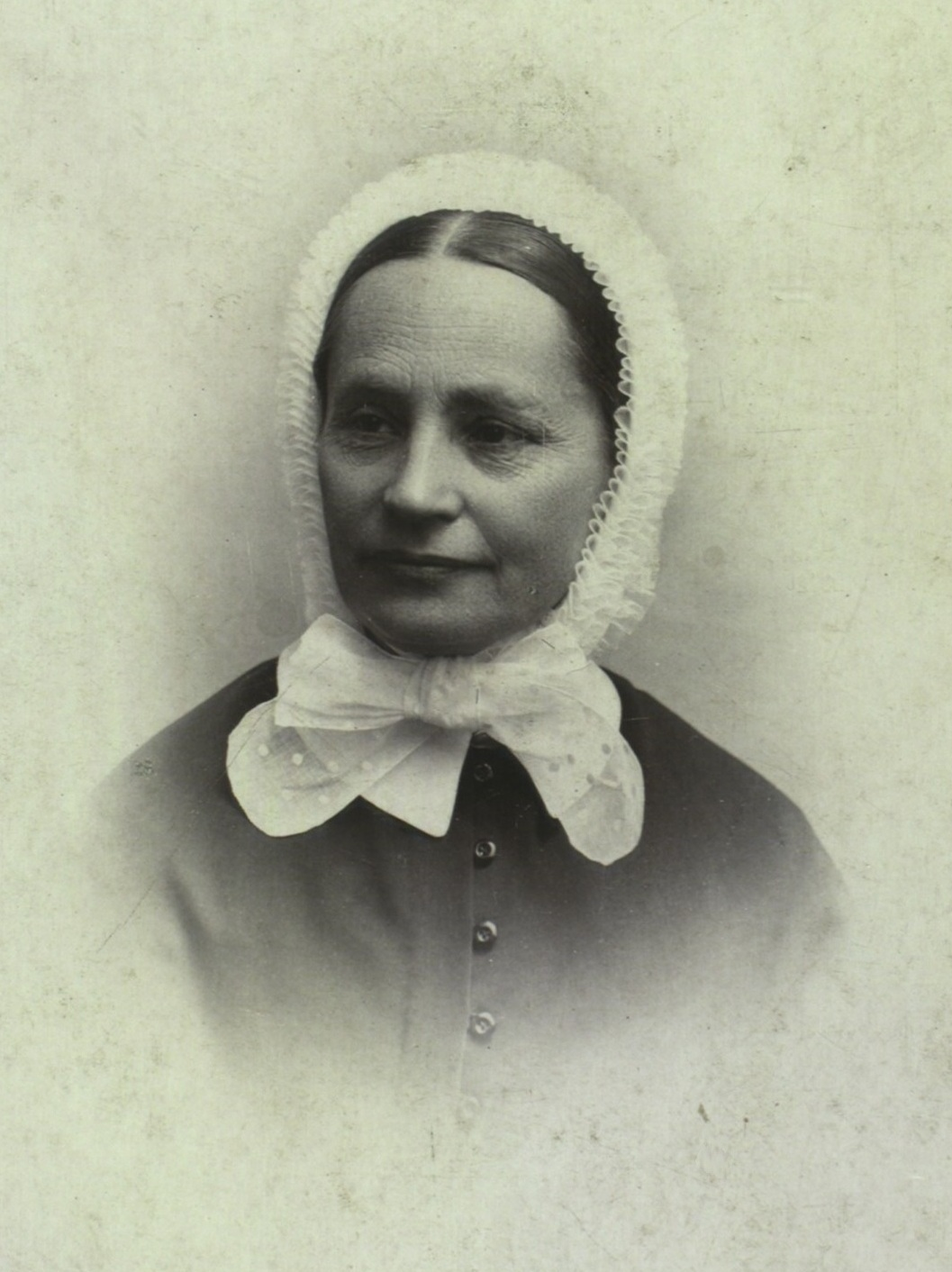
Sophie Zahrtmann

Mette Sophie Zahrtmann (* 23. Juli 1841 in Vammen/Dänemark; † 4. Mai 1925 in Frederiksberg/Dänemark) war eine dänische Krankenschwester, Diakonisse und Oberin der Diakonissenstiftung Kopenhagen. 
Mette Sophie Zahrtmann war eine Tochter des evangelischen Pastors Johan Henrik Zahrtmann (1800–1867) und dessen Ehefrau Marie Dorothea Zahrtmann geb. Poulsen (1811–1858). Sie wuchs im Pfarrhaus von Hatting mit sechs weiteren Geschwistern auf. Ihr Cousin war der spätere Historienmaler Kristian Zahrtmann. Im Jahr 1855 musste eine der Schwestern Zahrtmann sich im Frederikskrankenhaus in Kopenhagen behandeln lassen. Dies war auch das Todesjahr des Kopenhagener Theologen Søren Kierkegaard. Zahrtmann begann, sich für Kierkegaard zu interessieren. Ebenso war sie angetan von Ilia Fibiger, eine der ersten geschulten Krankenschwestern in Dänemark, die sie in diesem Krankenhaus kennenlernte. Der Deutsch-Dänische Krieg 1864 stürzte die Familie in eine Krise und hinterließ psychische Narben bei Sophie Zahrtmann. 1867 stimmte der Vater schließlich zu, dass sie Diakonisse werden durfte. Sie begann ihre Ausbildung in der Diakonissenanstalt Straßburg bei Franz Härter und lehnte es, aufgrund der Kriegserfahrungen, ab, bei Theodor Fliedner in der Diakonissenanstalt Kaiserswerth ausgebildet zu werden. Von Straßburg aus besuchte sie auch das Diakonissenhaus in Paris. 1877 wurde sie in Straßburg als Diakonisse eingesetzt, sechs Jahre später erfolgte die Zuteilung zum Diakonisseninstitut in Kopenhagen. Sie war dort sofort für die Betreuung der Probeschwestern zuständig. Die Verbesserung der Pflegeausbildung, und hier vor allem die Erhöhung der Theorieanteile, wurde zu ihrem inhaltlichen Schwerpunkt. 1881 folgte Zahrtmann ihrer Vorgängerin Louise Conring im Amt der Oberin der Diakonissenstiftung. Es gelang ihr der Ausbau der Stiftung um mehrere Zweigstellen. Auch bot sie Weiterbildungskurse für die Schwestern der Zweigstellen an. Ab 1903 verfolgte sie die systematische Verbesserung der Pflegeausbildung, ähnlich wie zum selben Zeitpunkt Agnes Karll, die Reformerin der Pflegeausbildung in Deutschland. 1913 war die weitgehende Formalisierung der Ausbildung gelungen. Es gab eine zweijährige Pflegeausbildung mit einem Theorieanteil von sechs Monaten. Als Oberin war es ihr wichtig, dass der Vorstand sich so wenig wie möglich in Schwesternangelegenheiten einmischte. Hier folgte sie dem Vorbild von Franz Härter in Straßburg. Sie rief einen Schwesternrat ins Leben. 1914 ging Zahrtmann in den Ruhestand. Ihre Nachfolgerin als Oberin wurde Victoria Jensen. Zahrtmann schrieb eigene Memoiren, die später sukzessive im Jahrbuch der dänischen Diakonissenstiftung veröffentlicht wurden. Zahrtmann liegt auf dem Solbjerg Parkkirkegård in Frederiksberg begraben.